# Myrddraal
Een Myrddraal is een fictief wezen uit de boekencyclus Het Rad des Tijds van de schrijver Robert Jordan.
Een Myrddraal is het resultaat wanneer twee Trolloks paren; in het wezen dat daaruit voorkomt heeft het menselijke deel de overhand. 
De Myrddraal hebben ook andere namen gekregen die vooral voortkomen uit hetgeen ze kunnen, de meestgebruikte namen zijn: Schaduwmannen, Halfmannen, Sluimers, Schimmen, Ooglozen en Nooit-geborenen. Omdat de Myrddraal een menselijke overhand hebben benaderen ze qua uiterlijk veel eerder de mens dan een Trollok. Overeenkomsten zijn lengte, spiermassa en hersenen. Het uiterlijk van de Myrddraal verschilt op andere plekken met dat van de mens; zo is hun huid wit en op de plek waar hun ogen horen te zitten, zit niets. Toch kunnen ze extreem goed zien, vandaar dat ze ook wel Ooglozen worden genoemd. Verder bewegen ze op een slangachtige manier en kunnen ze verdwijnen door helemaal in de schaduw op te gaan.
Hun oogloze aanblik jaagt iedereen de stuipen op het lijf. Dit is een reden om de Myrddraal als aanvoerder voor een vuist Trolloks te gebruiken, de Myrddraal verbindt zich met de Trolloks waardoor hij hen helemaal bestuurt. Hierdoor zijn de Trolloks betere vechters dan wanneer ze niet verbonden zijn omdat ze te dom zijn om opdrachten uit te voeren. Maar dit heeft ook een nadeel: de Trolloks die verbonden zijn met een Myrddraal zullen sterven zodra de Myrddraal sterft.
De Myrddraal is dan ook een gevaarlijke vijand, tevens door zijn speciale zwaard: wanneer iemand hierdoor geraakt wordt heeft het de dood tot gevolg als het slachtoffer niet tijdig geheeld wordt door een Aes Sedai. Deze zwaarden worden gemaakt in Thakan' Dar bij Shayol Ghul en hebben een menselijke ziel. Tevens moet er uitgekeken worden voor het bloed van een Myrddraal, dat zelfs het beste zwaard helemaal weg laat roesten wanneer het niet snel verwijderd wordt.